# Ahmet Hamdi Tanpınar
Ahmet Hamdi Tanpınar (Istanbul, 23 giugno 1901 – Istanbul, 24 gennaio 1962) è stato uno scrittore, poeta e saggista turco, uno dei rappresentanti di spicco del modernismo nella letteratura turca.
Terminati gli studi nel 1923 fino al 1932 è stato insegnante di letteratura in diverse scuole superiori a Erzurum, Konya e Ankara.
Tra il 1944 e il 1946 è stato membro della Grande Assemblea Nazionale Turca per il Partito Popolare Repubblicano, in seguito per un breve periodo ispettore scolastico e poi, fino alla scomparsa, docente di letteratura moderna all'istituto di turcologia dell'università di Istanbul. 
È sepolto a fianco all'amico Yahya Kemal Beyatlı al cimitero Aşiyan Asri di Istanbul. 

## Opere
A parte alcune poesie, un romanzo, diversi articoli e saggi Tanpınar pubblicò esclusivamente su quotidiani e riviste letterarie. 
La sua unica raccolta di poesie venne pubblicata nel 1961 e comprendeva 37 poesie. Il suo romanzo satirico Huzur venne pubblicato poco prima della sua morte nel 1949, tutti gli altri romanzi vennero pubblicati postumi. 
Il romanzo L'istituto per la regolazione degli orologi è stato pubblicato in Italia nel 2016.
- 1943 Racconti nel volume Abdullah Efendinin Rüyaları ("I sogni di Abdullah Efendi")
- 1946 raccolta di saggi Beş Şehir
- 1946 Yahya Kemal
- 1949 Huzur
- 1955 Raccolta di racconti Yaz Yagmuru ("Pioggia d'estate")
- 1962 Saatleri Ayarlama Enstitüsü ("L'istituto per la regolazione degli orologi")
- 1967 Edebiyat Üzerine Makaleler
- 1970 Yaşadığım Gibi
- 1973 Sahnenin Dısındakiler
- 1975 Mahur Beste)
- 1979 Aydaki Kadındapprima pubblicato nel Journal of Turkish Studies, Nr. 3, Harvard 1979, e poi apparso come libro nel 1987.